# Sebastian Bohrn Mena

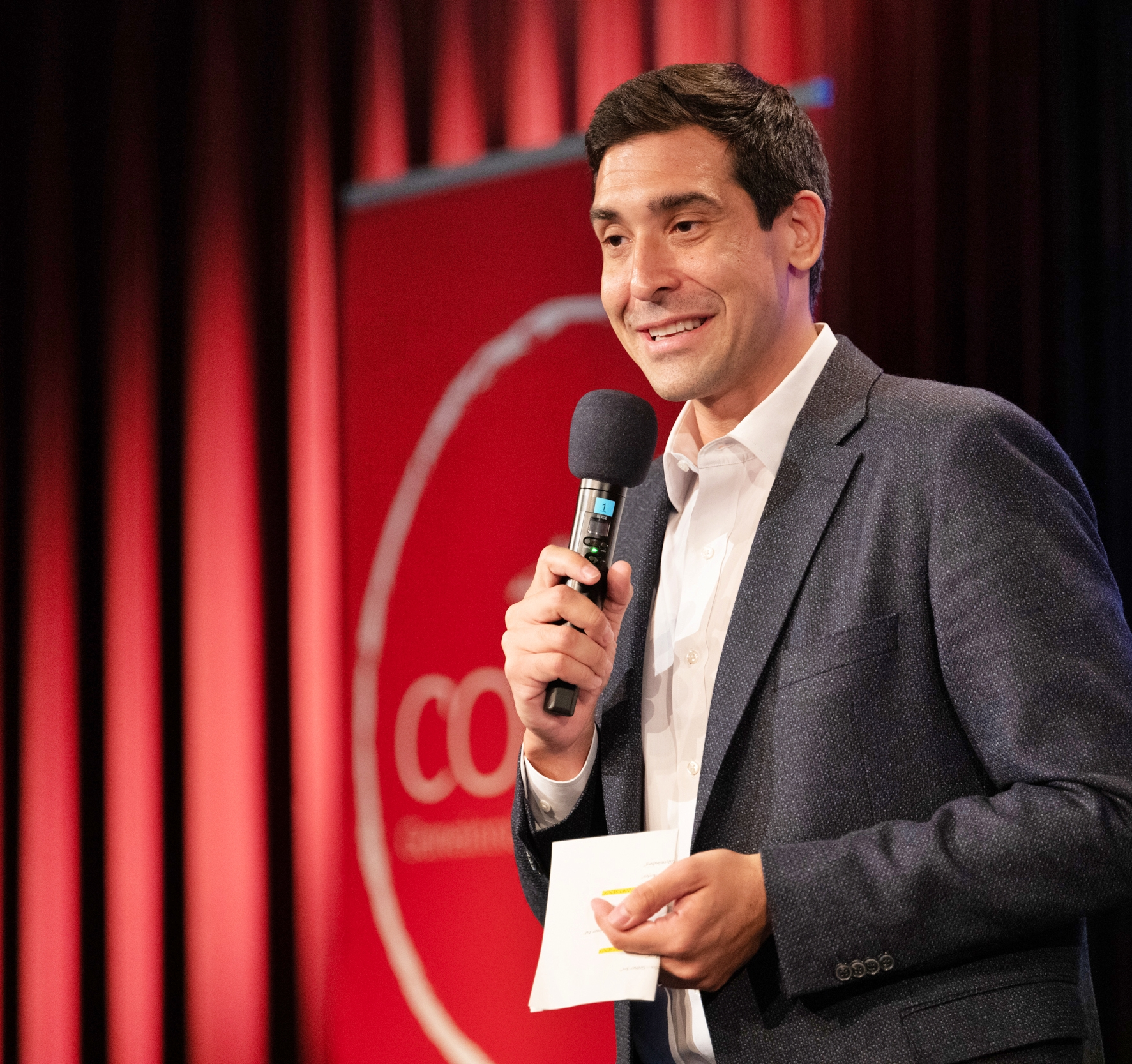
Sebastian Bohrn Mena, 2024

Sebastian Bohrn Mena (* 21. März 1985 in Wien) ist ein österreichisch-chilenischer Stiftungsgründer, Unternehmensberater und Publizist.

## Familie
Sebastian Bohrn Mena wurde in Wien als Nachkomme politischer Flüchtlinge aus Chile geboren; er ist Angehöriger der zweiten Generation von Exil-Chilenen. Sein Vater Karl Bohrn ist ein österreichischer Psychotherapeut und klinischer Gesundheitspsychologe. Seine Mutter Aida Bohrn, geboren als Aida Alejandra Mena Olivares in Vicuña, wurde für Verdienste um das Gemeinwesen unter anderem mit dem Bundesehrenzeichen der Republik Österreich ausgezeichnet und ist ebenfalls Psychotherapeutin. Sie ist die Tochter des chilenischen Politikers Gregorio Mena Barrales, Unterstützer von Präsident Salvador Allende, der von 1970 bis zu seiner Absetzung 1973 durch die Militärdiktatur unter Augusto Pinochet als sozialistischer Gouverneur der Provinz Puente Alto wirkte. Die Familie mütterlicherseits konnte 1975 nach zweijähriger Internierung des Vaters im Wüsten-Lager Chacabuco nach Österreich fliehen.
Sebastian Bohrn Mena ist mit der ehemaligen Gewerkschafterin und Autorin Veronika Bohrn Mena (geborene Kronberger) verheiratet und Vater zweier gemeinsamer Söhne. Er wohnt mit seiner Familie im Waldviertel.

## Ausbildung und Beruf
Bohrn Mena absolvierte von 2000 bis 2003 eine kaufmännische Lehre als Buchhändler in der Wiener Buchhandlung Kuppitsch. Von 2003 bis 2005 war er beim Österreichischen Arbeitnehmerinnen- und Arbeitnehmerbund (ÖAAB) tätig. Während dieser Zeit schloss er berufsbegleitend die Berufsreifeprüfung ab.
Von 2005 bis 2008 arbeitete er als Assistent der Geschäftsführung und in der Projektkoordination für Suchtprävention am Institut für Sozial- und Gesundheitspsychologie, einer 1994 von seinen Eltern gegründeten Gemeinschaftspraxis und außeruniversitären Forschungseinrichtung. Dort arbeitete er in der Traumatisierungsforschung. 2008 wurde er zum Geschäftsführer bestellt. Im September 2004 nahm er das Diplomstudium Unternehmensführung an der Fachhochschule der Wirtschaft Wien auf, das er im Juni 2008 abschloss. Im Anschluss daran belegte er ab September 2008 das Doktoratsstudium Psychotherapiewissenschaft an der Sigmund-Freud-Privatuniversität (SFU). Seine Dissertationsarbeit behandelt die Auswirkungen von Flucht und extremer Traumatisierung auf nachfolgende Generationen. Er wurde im Juli 2010 mit Auszeichnung promoviert.
Von Juli 2008 bis März 2009 absolvierte er seinen Zivildienst im Dokumentationsarchiv des österreichischen Widerstands.
2009 wurde er Universitätsassistent prae doc und persönlicher Referent am Lehrstuhl von Universitätsprofessor Thomas Druyen an seiner Heimatuniversität SFU. Ab 2010 war er am Institut für vergleichende Vermögenskultur und Vermögenspsychologie der SFU auch als Leiter der Kommunikations- und Kooperationsagenden tätig. Im August 2011 gründete Sebastian Bohrn Mena die SBM Consult Unternehmensberatung, im April 2012 wurde er als Direktor der Volkshochschule Penzing eingesetzt.
Seit Jänner 2019 ist er darüber hinaus als ständiger Kolumnist und politischer Kommentator bei der Tageszeitung Österreich und dem zugehörigen Sender oe24.TV tätig. Im Format Fellner! Live auf oe24.TV diskutiert er wöchentlich mit Gerald Grosz, dem ehemaligen Bundesparteiobmann des BZÖ. Seit 2024 hostet er zudem zweimal pro Monat beim selben Sender die Sendung „Unsere Tiere", die sich auf Themen wie Tierschutz und Naturschutz fokussiert.
Seit November 2019 ist Sebastian Bohrn Mena hauptberuflich als Geschäftsführer des im Waldviertel ansässigen Beratungsunternehmens Common Affairs GmbH tätig. Mit diesem setzt er unter anderem Projekte im öffentlichen Auftrag im Bereich Ökologie um, darunter zum Moorschutz oder zu nachhaltigen Textilien. In dieser Funktion fungierte er im Juni 2025 als Herausgeber eines Leitfadens zum Thema Feuchtgebiete.

## Gesellschaftliches Engagement
Sebastian Bohrn Mena ist seit seinem 16. Lebensjahr gesellschaftlich engagiert. So wirkte er während seiner Lehrzeit unter anderem als Jugendvorsitzender der Fraktion Christlicher Gewerkschafter in Wien, später, während des Studiums, als Sprecher der Studierenden im Akademischen Senat der Sigmund Freud Privatuniversität. Er fungierte unter anderem als Vorsitzender des Sozialdemokratischen Wirtschaftsverbandes in Klosterneuburg, als Mitglied im niederösterreichischen Landesvorstand des Bundes Sozialdemokratischer Akademiker und im Vorstand der Kinderfreunde Penzing. Von 2009 bis 2017 war er Mitglied der Sozialdemokratischen Partei Österreichs, für die er bei der Landtags- und Gemeinderatswahl in Wien 2015 kandidierte.
Bei der Nationalratswahl in Österreich 2017 kandidierte er für die Liste Peter Pilz, im Anschluss daran wurde er Klubmitarbeiter des Parlamentsklubs der Liste Pilz und deren Bereichssprecher für Kinderrechte und Tierschutz. Nach einem persönlichen Zerwürfnis mit dem Parteigründer Peter Pilz trat Bohrn Mena im Juli 2018 aus der Partei aus, im Anschluss folgte eine gerichtliche Auseinandersetzung, die schließlich mit einer Einigung beigelegt wurde.
Im Februar 2019 präsentierte Bohrn Mena das Programm des von ihm initiierten österreichischen Tierschutzvolksbegehrens, dem er zunächst als Geschäftsführer und ab Oktober 2019 als Obmann diente. Dieses wurde am 25. Jänner 2021 mit über 416.000 Unterschriften beendet. Als Nachfolge-Initiative zum Volksbegehren, die auch seine Arbeit fortsetzen wird, wurde im Februar 2021 die Initiative oekoreich präsentiert. Im Rahmen dieser Initiative ist Bohrn Mena Herausgeber des gleichnamigen hauseigenen Online-Mediums.
Bohrn Mena und seine Familie sind seit Jahren mit Gewalt- und Morddrohungen konfrontiert. Einen Höhepunkt erfuhr dies im Dezember 2020, als die Familie infolge mehrfacher konkreter Drohungen unter Polizeischutz gestellt werden musste. Bohrn Mena gab an, auch aufgrund dieser Drohungen ins Waldviertel gezogen zu sein.
Im Dezember 2021 gründeten Sebastian und Veronika Bohrn Mena die Stiftung Común, deren Vorstände die beiden sind. Dabei handelt es sich um eine gemeinnützige Bundesstiftung, die sich der Förderung des sozialen und ökologischen Fortschritts und dem Schutz der Demokratie widmet. Die Stiftung verfügt über einen fünfköpfigen Beirat, in dem unter anderen Natascha Strobl mitwirkt. Weitere Fachbeiräte sind Barbara Prainsack, Birgit Hebein und Arne Semsrott, frühere Beiräte waren unter anderen Ex-Volkshilfe-Präsident Josef Weidenholzer, Klima-Aktivistin Lena Schilling, Journalist Eugen Freund und Magdalena Baran-Szoltys, Finanzvorständin des Frauenvolksbegehrens.
Im August 2023 rief Bohrn Mena gemeinsam mit der Stiftung Común und der Stadtgemeinde Schrems den überparteilichen Förderkreis Hochmoor Schrems für den Naturpark Hochmoor Schrems ins Leben. Ziel war die Anhebung der Grundsubvention der Stadt im Ausmaß der gesammelten Spenden, Unterstützer sind unter anderem Privatpersonen und Unternehmen. Die Sammlung wurde im Oktober 2023 abgeschlossen, Bohrn Mena für sein Engagement von Naturpark und Stadt Schrems mit Urkunde und Ehrenmedaille ausgezeichnet.
Im September 2024 organisierte die von Bohrn Mena geleitete Stiftung COMÚN die mehrteilige Veranstaltungsreihe „Umkämpfte Demokratie" in Zusammenarbeit mit dem Volkstheater Wien, an der neben anderen Oliver Nachtwey und Annika Brockschmidt mitwirkten. Diese befasste sich mit verschiedenen Gefahren von Rechtsextremismus und wurde von der FPÖ heftig kritisiert.
Im November 2024 wurde Bohrn Mena vom Steyrer Bürgermeister Markus Vogl zum „Botschafter der Stadt Steyr“ ernannt.
Im Dezember 2024 beschloss der Gemeinderat der Stadt Schrems die Bewerbung als „Ramsar Wetland City“ und betraute Bohrn Mena mit der Leitung des lokalen Komitees für den Akkreditierungsprozess.
Im Februar 2025 wurden erneut Morddrohungen gegen Bohrn Mena und seine Frau Veronika dokumentiert, diese dürften Berichten zufolge aus dem rechtsextremen Milieu stammen.
Im März 2025 stellte Bohrn Mena gemeinsam mit dem Bürgermeister von Salzburg, Bernhard Auinger, und dem Bürgermeister von Hallein, Alexander Stangassinger, das Programm der „Österreichischen Konsumdialoge" zum Thema gesunde und nachhaltige Ernährung vor. Seine Unterstützung dafür sprach in einem Statement auch Landwirtschaftsminister Norbert Totschnig aus. Die von Bohrn Mena in seiner Funktion als Vorstand der Stiftung COMÚN organisierte Veranstaltungsreihe stellt kostenfreie Bildungsangebote für Kinder und Eltern in beiden Städten bereit und wird seit 2022 an wechselnden Orten und zu unterschiedlichen Themen durchgeführt.
Im Juli 2025 wurde bekannt, dass Bohrn Mena dem als „Helden von Villach“ bekannt gewordenen syrischen Flüchtling, der beim Messerangriff in Villach eine zentrale Rolle einnahm und Menschenleben rettete, dabei hilft, die österreichische Staatsbürgerschaft zu erlangen. Demnach wurde ein Antrag auf „Verleihung der Staatsbürgerschaft im besonderen Interesse der Republik gemäß § 10 Absatz 6 StbG“ eingebracht, Bohrn Mena besorgte unter anderem die Unterstützungsschreiben der Stadt Villach und des Landes Kärnten.

## Kontroversen
Im Oktober 2021 erschien ein Artikel in der Tageszeitung Die Presse mit dem Titel „Wenn Umweltaktivisten streiten“, in dem der Obmann des umstrittenen Vereins gegen Tierfabriken, Martin Balluch, Kritik an Bohrn Mena übte. Balluch äußerte eine Reihe von unbestätigten Vorwürfen, etwa betreffend Beratungstätigkeiten von Bohrn Mena, die dieser jedoch allesamt strikt zurückwies. In weiterer Folge ergriff Bohrn Mena aufgrund des Artikels auch rechtliche Schritte und konnte erwirken, dass der Handelskonzern BILLA eine Unterlassungserklärung abgeben musste. Im Oktober 2024 erschien eine weitestgehend auf diesen Vorwürfen aufbauende Recherche im Magazin Datum. Bohrn Menas Anwalt Peter Zöchbauer bestritt die Darstellungen erneut.
Im März 2022 kündigte Herbert Kickl, Obmann der FPÖ, öffentlich eine Klage gegen Bohrn Mena an. Anlass war eine bei oe24.TV getätigte Aussage von Bohrn Mena, wonach Kickl Flüchtlinge aus der Ukraine „sterben lassen“ wolle. Kickl klagte auf Widerruf und Unterlassung, es wurde eine außergerichtliche Einigung erzielt.
Im September 2024 rügte der Österreichische Presserat einen Artikel der Kronen Zeitung. Demnach wurden von der Zeitung Vorwürfe veröffentlicht, ohne die Sichtweise von Bohrn Mena dazu einzuholen. Dies stelle einen Verstoß gegen den Ehrenkodex dar.
Im Juli 2025 wurde bekannt, dass Sebastian Bohrn Mena und seine Frau Veronika gegen über 1000 Verfasser von Hasspostings im Internet, wie Morddrohungen, Gewaltaufrufe und rassistische Beleidigungen, juristisch vorgehen; auch Likes werden dabei ausdrücklich berücksichtigt. Damit solle eine „abschreckende Wirkung“ erzielt werden. Ihr Tiroler Rechtsanwalt Robert Kerschbaumer sprach gegenüber Medien von einem in Österreich bislang einzigartigen Unterfangen, bei dem zunächst eine außergerichtliche Einigung in Form eines Vergleichs angestrebt, im Zweifel aber auch gerichtliche Klagen eingebracht werden würden.
Im August 2025 berichteten Medien darüber, dass Bohrn Mena auch Klagen gegen den steirischen Landeshauptmann und FPÖ-Obmann Mario Kunasek, den Wiener FPÖ-Obmann Dominik Nepp, den Wiener FPÖ-Klubobmann Maximilian Krauss und andere führende FPÖ-Politiker eingebracht hat, weil auf ihren öffentlichen Facebook-Profilen massenhaft Hassnachrichten veröffentlicht worden sein sollen. Ein erster Beschluss des Landesgerichtes Innsbruck musste in dem Zusammenhang vom FPÖ-Generalsekretär von Tirol, dem Landtagsabgeordneten Patrick Haslwanter, veröffentlicht werden.

## Publikationen
- Feuchtgebiete kompakt: Was man über Moore, Auen & Co und ihre Bewahrung wissen muss", als Herausgeber, Wien 2025[64]
- Konzerne an die Kette! So stoppen wir die Ausbeutung von Umwelt und Menschen, zusammen mit Veronika Bohrn Mena, mit einem Vorwort von Kathrin Hartmann, Brandstätter Verlag, Wien 2021.[65]
- Besser Essen. Wie wir über unseren Teller die Welt gestalten, mit einem Vorwort von Jane Goodall, Goldegg Verlag, Wien 2020.[66]
- Einflüsse der biografischen Entwicklung auf den Prozess des Erbens und Vererbens. in Druyen, T.: Verantwortung und Bewährung. Eine vermögenskulturelle Studie, Springer Verlag, Wiesbaden 2012.[67]

## Ehrungen und Auszeichnungen
- 2020: Albert Schweitzer Medaille für humanitäre Verdienste der Österreichischen Albert Schweitzer-Gesellschaft
- 2021: Ehrenmitglied von Euro-Toques Österreich[68]
- 2023: Ehrenmedaille des Naturparks Hochmoor Schrems[69]
- 2024: Ehren-Moor-Patenschaft des UnterWasserReichs[70]
- 2024: Botschafter der Stadt Steyr[71]